# Marchegg
Marchegg (název tvoří dvě slova March = řeka Morava a egg = roh, zákoutí) je malé město v okrese Gänserndorf v rakouské spolkové zemi Dolní Rakousy, v její oblasti Weinviertel, resp. česky na Moravském poli, při hranici se Slovenskem, kterou tvoří řeka Morava. S katastrem Marcheggu přímo sousedí Devínska Nová Ves, městská část Bratislavy. K 1. lednu 2019 zde žilo 2 991 obyvatel, z toho více než 10 % Slováků a Čechů.

## Historie
Podél řeky Moravy procházely cesty již od pravěku. Nejznámější z nich je jantarová cesta, která v tomto úseku spojovala keltské oppidum na Braunbergu, později i římské sídliště Carnuntum, se sídlišti na jižní Moravě. Po této cestě opakovaně přicházeli na Velkou Moravu i „Apoštolé Slovanů“, svatí Cyril a Metoděj. Před zánikem Velkomoravské říše patřila celá oblast až po Dunaj pod správu Moravsko-panonské arcidiecéze svatého Metoděje a jeho nástupců.
Marchegg byl založen českým králem Přemyslem Otakarem II. a tehdejším olomouckým biskupem Brunem ze Schauenburku krátce po tzv. bitvě u Kressenbrunnu v letech 1260/61 a na jejím místě, tedy „dvě míle od města a hradu Hainburg“. K bitvě došlo 12. července 1260, den před svátkem svaté Markéty Antiochijské, a proto jí bylo město zasvěceno. Marchegg se stal královským městem, poddaným pouze českému králi. Někdy je Marchegg nazýván „jediným českým městem v Rakousku“. Přední historik přemyslovské doby Josef Žemlička spojuje ve své práci Přemysl Otakar II. král na rozhraní věků (s. 170) založení města s tímto velkým českým králem slovy: „Ryzích Otakarových fundací třetí čtvrtiny 13. století není (v Rakousku) mnoho. Mezi nimi Bruck an der Mur... K dalším Otakarovým městům patří Leoben, Marchegg a s otazníkem Radkersburg.“ Ostatní zmíněná města kromě Marcheggu ovšem leží ve Štýrsku a byla založena na starších osídleních zřejmě biskupem Brunem ze Schauenburku, který tam byl Otakarovým místodržícím.
Město Marchegg a tvrz (přebudovanou později na lovecký zámek) založil Přemysl Otakar II. jako ochrannou baštu proti Uhersku. Plánoval zde především zřízení velkého obchodního střediska. Tehdy navržené náměstí bylo s plochou cca 7,5 ha největší v celé tehdejší Evropě a dlouho bylo mylně považované za shromaždiště armád. Přemysl Otakar II. a olomoucký biskup Bruno ze Schauenburku usilovali i o zřízení první diecéze v severním Rakousku se sídlem v Marcheggu, která by byla podřízena zamýšlenému olomouckému arcibiskupství. Proto zde začali stavět i katedrálu, ze které však bylo postaveno jen presbyterium (přední část), základy a část obvodových zdí. První písemná zmínka o městě a kostele sv. Markéty v něm je z roku 1268, kdy Přemysl Otakar II. předal patronátní práva k městu Marchegg řádu johanitů (později Maltézský řád), jako zástavu za půjčku pro křížovou výpravu k Severnímu moři.
Z plánů na zřízení diecéze sešlo po přinucení Přemysla Otakara II. odevzdat rakouské země římskému a německému králi Rudolfu Habsburskému dne 26. listopadu 1276. Po Přemyslově osudové porážce a smrti v bitvě na Moravském poli (které se nachází v blízkosti města Dürnkrut cca 30 km severně od Marcheggu) dne 26. srpna 1278, bylo jeho mrtvé a zubožené tělo přivezené na náměstí města, aby lidé viděli, že Rudolfem Habsburským nenáviděný (i když lidem milovaný) král je mrtev. Až do roku 1529 patřil Marchegg mezi největší a nejvýznamnější rakouská města. Po těžkém poškození během první rakousko-turecké války v roce 1529 a „švédské války“ roku 1634 bylo upraveno v 17. a 18. století, kdy bylo město drženo uherským rodem Pálffy z Erdődu. Tento rod sídlící v Malackách na Slovensku však měl o město velmi malý zájem a využíval je prakticky jen jako honitbu. Je proto přinejmenším zavádějící tvrzení, že "období středověku bylo...obdobím temna a za vše, co zde máme, vděčíme rodině Pálffy".
V současnosti je Marchegg jen malým městem s lokálním významem jako středisková obec pro okolní vesnice.

## Doprava
Marchegg je železničním uzlem (odbočka na Gänserndorf) a pohraniční přechodovou stanicí na Slovensko. Železniční stanice Marchegg je v provozu od 20. srpna 1848, kdy byla zprovozněna dráha Vídeň – Marchegg – Bratislava přípojná později přes Gänserndorf na Severní dráhu císaře Ferdinanda (Vídeň – Stadlau – Gänserndorf – Břeclav). V roce 2017 byla realizována generální rekonstrukce stanice a od roku 2018 tudy projíždí i přímé vlaky z Vídně přes Bratislavu a Žilinu do Košic.
Marcheggem prochází rakouská státní silnice B49 (Reintal – Hohenau – Angern – Marchegg – Hainburg), na kterou se zde napojuje zemská silnice L2 z Vídně. Přímé silniční spojení se Slovenskem zatím neexistuje, je ale plánováno (do roku 2024) v rámci výstavby rychlostní silnice S8 spojující Vídeň s Bratislavou. Z bratislavské městské části Devínska Nová Ves vede od roku 2012 přes řeku Moravu Cyklomost Slobody, který končí u nedalekého zámku Schloss Hof. Dne 7. května 2022 byl předán do provozu cyklomost přes řeku Moravu s názvem VysoMarch.

## Administrativa
Město řídí rada, která má 18 členů, jejichž politická příslušnost je následovná: ÖVP 12 zastupitelů, GRÜNE 3 zastupitelé, FPÖ 3 zastupitelé. Toto složení vzniklo po obecních volbách v roce 2020, které byly zmanipulovány starostou města Gernotem Hauptem (ÖVP), takže se jich Sociálně demokratická strana Rakouska (SPÖ) nemohla zúčastnit.

## Památky a pozoruhodnosti

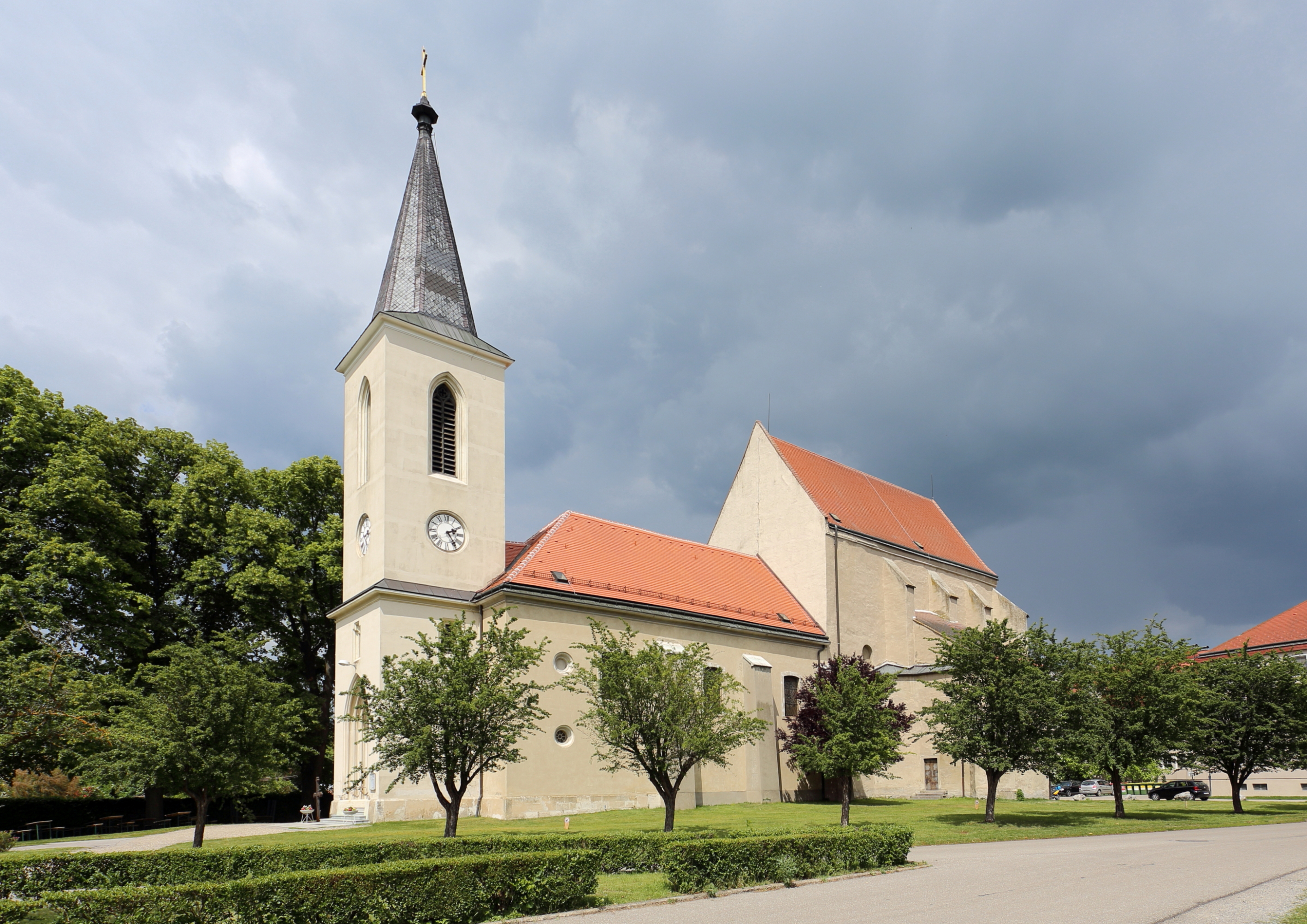
Kostel v Marcheggu

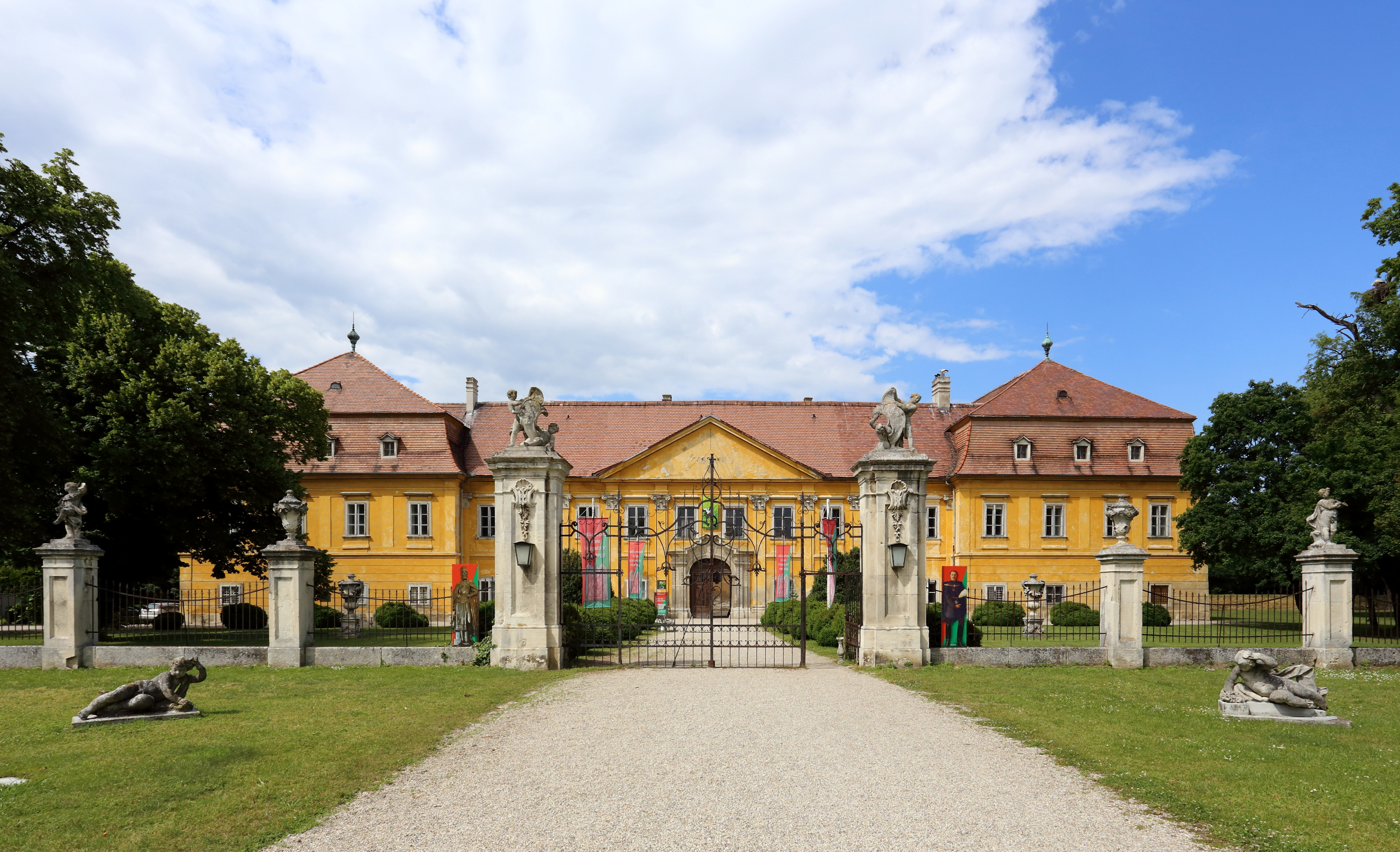
Zámek v Marcheggu

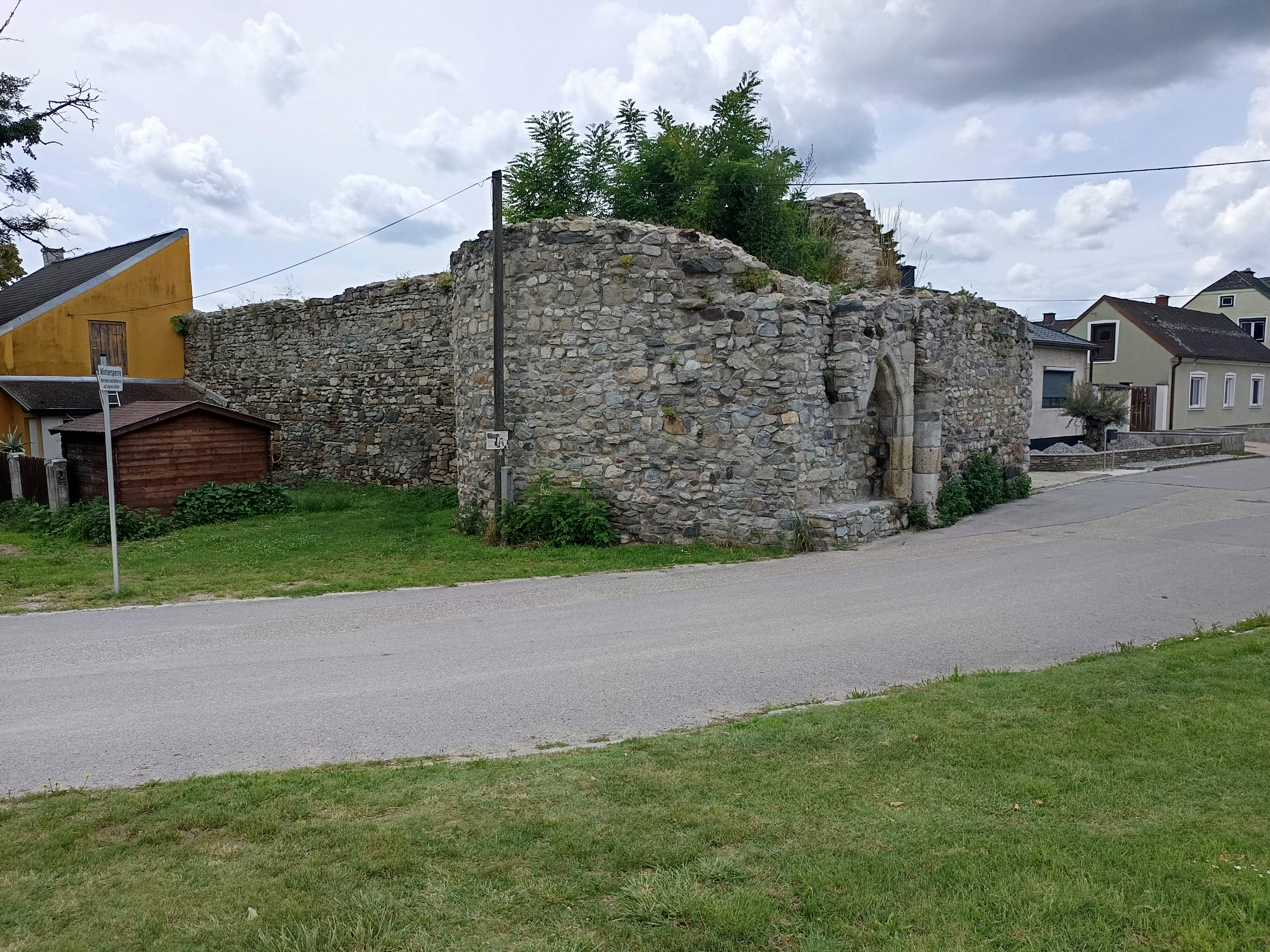
Ungartor (Uherská brána)

Farní kostel sv. Markéty Antiochijské: mohutná sakrální stavba s dominantním raně gotickým presbytářem ze 3. čtvrtiny 13. století. Byla původně obklopená hřbitovem a nachází se v centru města. Chrám byl navržen jako velká trojlodní katedrála jihofrancouzského typu. Se stavbou se začalo současně se založením města po roce 1260 a za 16 let byl vybudovaný presbytář a rozsáhlejší základy, které byly roku 1993 zjištěny georadarem. Během první rakousko-turecké války v roce 1529 a švédské války 1634 došlo k těžkým poškozením chrámu. Až do roku 1790 bylo k bohoslužebným účelům používáno pouze kněžiště. Za Karla knížete Pálffyho byla v letech 1789/90 postavena oproti presbytáři podstatně menší loď s kůrem. Dvoupodlažní západní věž byla postavena v roce 1855. Varhany z roku 1912 byly před nedávnem renovovány a dne 27. května 2018 byly slavnostně znovu posvěceny. Protože původně zamýšlený chrám sv. Markéty Antiochijské v Marcheggu nebyl dokončen, nebyly sem za zhruba 750 let přivezeny ani ostatky této patronky chrámu a města. Ty získal již olomoucký biskup Bruno ze Schauenburku a byly po celou dobu uchovávány v katedrále sv. Václava v Olomouci. Na základě rozsáhlé iniciativy Petra Skácela daroval v roce 2016 olomoucký arcibiskup Jan Graubner část těchto ostatků zdejšímu chrámu (Dopis Mons. Jana Graubnera ze dne 13.7.2016 Prot.Num. 120/16 Ord.). Ostatky byly přeneseny formou pouti žen organizované P. Skácelem, zaštítěné olomouckým a bratislavským arcibiskupem a bratislavským řeckokatolickým eparchou, z Olomouce přes jižní Moravu a Slovensko do Marcheggu ve dnech 14.-22.7.2018 a zde instalovány. Šlo tak o ojedinělý transport ostatků světice a současně o pouť 3 arcidiecézí a 3 národů. (Dopis Mons. Jana Graubnera ze dne 12.7.2018 "Zapůjčení relikvie sv. Markéty Antiochijské pro Pouť za důstojnost a poslání ženy ve dnech 14.7. - 22.7.2018 organizovanou Dr. Petrem Skácelem".).
- Filiální kostel Ježíše Krista Krále v městské části Bahnhof z poloviny 20. století.
- Prioriát (klášter) Panny Marie Královny, společenství sv. Jana, založené v roce 1994.
- Zámek Marchegg vybudovaný v 13. století jako vodní hrad, v barokní době přestavěný na lovecký zámek.Dnes je v zámku možné pozorovat základy jedné ze čtyř věží tvrze.
- Středověké městské hradby (doložené již roku 1265) s částečně zachovanou Vídeňskou bránou (Wienertor) a Uherskou bránou (Ungartor).
- Prašná věžička na louce u rybníka s výskytem trávničky obecné (Armeria elongata) a kudlanky nábožné (Mantis religiosa).
- Socha českého krále Přemysla Otakara II. v nadživotní velikosti na hlavním náměstí. Je to dílo akademického sochaře Petra Císařovského, o jehož vznik se zasloužili Augustin Karel Andrle Sylor (autor myšlenky sochy a jediný člen organizace Pomník zakladatele měst), Vít Bárta (mecenáš) a Dr. Petr Skácel (organizátor a iniciátor, který dílo pro Marchegg získal). Byla odhalena dne 22. června 2018 při příležitosti 740. výročí smrti tohoto českého krále v bitvě na Moravském poli v blízkosti Dürnkrutu a 750. výročí první písemné zmínky o Marcheggu a o kostele sv. Markéty ve městě.

- Chráněná ptačí oblast nivy řek Moravy a Dyje (FFH-Gebiet March-Thaya-Auen).
- Chráněná krajinná oblast mokřadě (nivy) Dunaj-Morava-Dyje.
- Přírodní rezervace Dolní nivy Moravy, dále přírodní rezervace Marchegg světového fondu na ochranu přírody (WWF Österreich) s přibližně 50 páry čápů bílých, kteří zde stavějí hnízda na stromech i komínech blízkých budov. V roce 2015 zde začal ojedinělý chov primitivního druhu koně z Polska, který je velmi blízký pravěkému evropskému koni tarpanovi. Dnes jde o volně se pohybující stádo cca 25 koní.
- Přírodní rezervace Kleiner Breitensee s výskytem bobrů a možností pozorovat velké odpočinkové kolonie přelétajících ptáků, zejména hus, kachen, labutí apod.